# Pervomaiski (Tbilísskaia)
Pervomaiski - Первомайский (rus) és un possiólok del krai de Krasnodar, a Rússia. És a 10 km al nord de Tbilísskaia i a 104 km a l'est de Krasnodar. Pertany a la stanitsa de Tbilísskaia.